# Intermedia
La notion d’intermedia est créée par l'artiste Dick Higgins en 1965.

## Naissance de la notion
Dick Higgins introduit la notion d'intermedia en relation à son travail théorique lié au groupe Fluxus. Dans Statement of Intermedia, il met en évidence que l'intermedia est une ouverture de la pensée créatrice en dehors de toute restriction à un seul domaine de l'art. En ce sens, ce concept lui sert de levier critique contre l'enfermement des artistes dans des catégories essentialistes, liées à des médiums. C'est pourquoi, il écrit : « For the last ten years or so, artists have changed their media to suit this situation, to the point where the media have broken down in their traditional forms, and have become merely puristic points of reference ».
Higgins oppose l'esthétique intermédiatique du XXe siècle, qui ne fait pas de différence entre les medias de la vie et les medias de l'art (comme chez Marcel Duchamp ou Max Ernst), à l'esthétique du XIXe siècle et sa recherche de l'autonomie, où la peinture pure se distingue de la nature et de la littérature. 
Higgins dit avoir trouvé le concept d'intermedia dans un livre du critique Samuel Taylor Coleridge.
Dans la pratique de Higgins, la poésie est considérée aussi bien comme un art visuel. La musique est également associée à l'image, par exemple sous forme de partitions de piano qui sont des illustrations de paysages (Piano Album Short Piano Pieces, 1980).

## Pérennité dans les arts
La notion d'intermédia a été reprise dans de nombreux champs artistiques, notamment dans celui de la performance, comme on peut le voir à travers la définition que donnent les performeurs Akenaton de leur travail depuis les années 1980.

## Récupération
Mais ce terme, comme de nombreux qui sont apparus dans le langage des avant-gardes a été aussi bien récupéré par des labels que des entreprises commerciales.